# Mariage du roi Alphonse XIII d'Espagne et de la princesse Victoire-Eugénie de Battenberg
Le mariage du roi Alphonse XIII d'Espagne et de la princesse Victoire-Eugénie de Battenberg se déroule le 31 mai 1906, à Madrid, en Espagne. Il est marqué par un attentat perpétré par l'anarchiste Mateo Morral après la cérémonie.

## Rencontre et fiançailles du couple
Le roi Alphonse XIII rencontre Victoire-Eugénie de Battenberg, vingt-troisième petite-fille de la reine Victoria,, lors d'une visite en Grande-Bretagne, en 1905. C'est à l'occasion d'un bal donné en son honneur au palais de Buckingham qu'il remarque la beauté de la jeune princesse anglo-allemande,. Selon l'historien Jean des Cars, leur rencontre aurait été arrangée par l'ex-impératrice des Français, Eugénie de Montijo, veuve de Napoléon III et marraine de Victoire-Eugénie. Les deux jeunes gens se retrouvent quelque temps plus tard à Biarritz, en France. Leurs fiançailles sont officialisées le 9 février 1906.

## Préparatifs du mariage
Pour épouser le roi d'Espagne, la princesse Victoire-Eugénie se convertit au catholicisme. Élevée par son oncle le roi Édouard VII au rang d'altesse royale avant son mariage, la future reine arrive à Madrid le 25 mai 1906 par un train en provenance d'Irun.

## Déroulement

### Cérémonie
Le mariage a lieu le matin du 31 mai 1906, à l'église Saint-Jérôme-le-Royal de Madrid. Il est célébré par le cardinal Ciriaco María Sancha y Hervás, archevêque de Tolède.
Victoire-Eugénie de Battenberg est vêtue d'une robe de mariée en satin blanc, terminée par une traîne de 4,30 mètres, et coiffée d'un voile en dentelle d'Alençon, tandis que sa chevelure est ornée de brillants et de perles.
Parmi les invités, on compte notamment le prince George du Royaume-Uni (futur George V), le prince Henri de Prusse, le grand-duc Michel de Russie et Frederick Whitridge (en), représentant du président américain Theodore Roosevelt.

### Attentat de laCalle Mayor
À l'issue de la cérémonie, alors que le cortège nuptial fait route vers le palais royal, un anarchiste catalan, Mateo Morral, lance en direction du carrosse royal une bombe dissimulée dans un bouquet de fleurs, depuis le balcon du troisième étage du no 88 de la Calle Mayor, où il louait deux chambres. La bombe rate sa cible et les jeunes époux sont épargnés, mais l'explosion fait 25 morts — dont trois officiers et neuf soldats — et plus d'une centaine de blessés dans le public et la suite royale. L'uniforme de capitaine général du roi est déchiré et son collier de la Toison d'or est rompu, tandis que la robe de la mariée est tachée de sang.
Les autorités madrilènes décident néanmoins de poursuivre les célébrations. Après le retard causé par la confusion, le roi et la reine changent de véhicule et prennent place dans un carrosse dit « de respect » qui roulait derrière, pour reprendre leur trajet jusqu'au palais royal, où ils font plusieurs apparitions au balcon sous les acclamations de la foule. Le bal prévu le soir même est remplacé, en signe de deuil, par une cérémonie à la mémoire des victimes.

## Profil de Mateo Morral

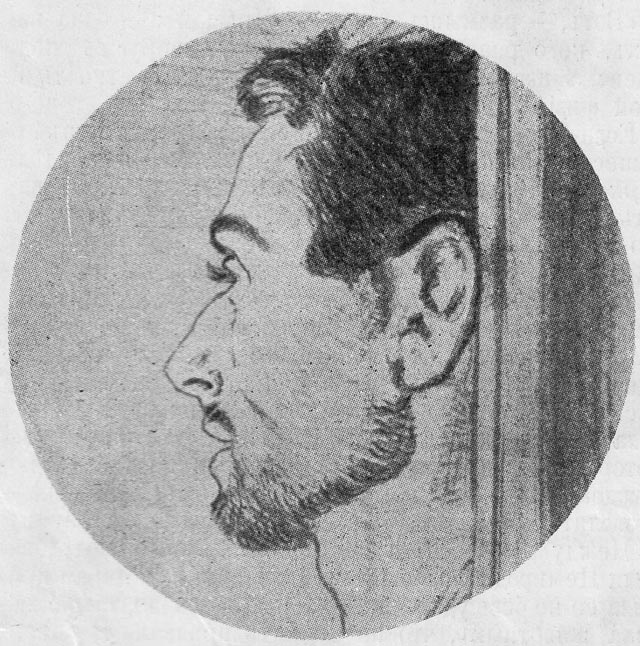
Portrait de Mateo Morral.

Né à Sabadell, fils d'un commerçant de textile catalan, Mateo Morral est âgé de 26 ans et célibataire. Il est professeur à l'Escuela moderna et ami du pédagogue libertaire Francisco Ferrer. Il était arrivé de Barcelone le 21 mai 1906 et avait séjourné à la pension Iberia, rue de l'Arenal, une autre rue où devait passer le cortège, en s'inscrivant sous son propre nom. Il quitte cette pension lorsqu'il réalise que l'endroit ne lui permettrait pas de perpétrer son crime, la chambre ne disposant pas de balcon sur la rue ; dans cette chambre sont retrouvées de la poudre blanche semblable à de la dynamite et une seringue en verre qui aurait servi à remplir la bombe. Mateo Morral s'installe alors dans une maison de la Calle Mayor, au no 88. La bâtisse, appartenant à la reine mère, fait face à l'église du Saint-Sacrement, à la Capitainerie générale et à l'ambassade d'Italie, et est distante du palais royal d'environ 500 mètres.
Le jour des noces, il est 13 h 55 lorsqu'il lance le bouquet de fleurs cachant la bombe depuis le balcon de sa chambre. Il s'enfuit dans les escaliers et, dans la panique générale, parvient à se fondre dans la foule. Il se rend à la rédaction du journal El Motín, où il rencontre son directeur, José Naskens, connu pour ses sympathies anarchistes, qui lui organise un logement pour la nuit. Il réussit à fuir la capitale, mais le 2 juin, il est reconnu par plusieurs personnes dans une auberge, près de Torrejón de Ardoz, où il s'était arrêté pour manger. Arrêté par la Garde civile, il abat l'un des policiers avant de se donner la mort,.

## Invités notables

### Famille du marié
- La reine douairière Marie-Christine d'Autriche, mère du marié
- Famille de l'infante María de las Mercedes de Bourbon, sœur du marié
  - L'infant Charles de Bourbon-Siciles, beau-frère du marié
    - L'infant héritier Alphonse de Bourbon-Siciles, neveu du marié
    - L'infante Isabelle-Alphonsine de Bourbon-Siciles, nièce du marié
- L'infante Marie-Thérèse de Bourbon et le prince Ferdinand-Marie de Bavière, sœur et beau-frère (et cousin germain) du marié
- L'infante Isabelle de Bourbon, tante paternelle du marié
- L'infante María de la Paz de Bourbon et le prince Louis-Ferdinand de Bavière, tante paternelle du marié et son époux (et cousin paternel au second degré)
  - La princesse Pilar de Bavière, cousine germaine du marié
- L'infante Eulalie de Bourbon, tante paternelle du marié
  - L'infant Alphonse d'Orléans, cousin germain du marié
- Le prince Alphonse de Bavière, cousin paternel au second degré du marié
- La princesse Élisabeth de Bavière et le prince Thomas de Savoie-Gênes, cousine paternelle au second degré du marié et son époux
- Le prince Janvier de Bourbon-Siciles (es), cousin du marié
- Le prince Rénier de Bourbon-Siciles, cousin du marié
- Le prince Philippe de Bourbon-Siciles, cousin du marié

### Famille de la mariée
- La princesse Béatrice du Royaume-Uni, mère de la mariée
  - Le prince Alexandre de Battenberg, frère de la mariée
  - Le prince Léopold de Battenberg, frère de la mariée
  - Le prince Maurice de Battenberg, frère de la mariée
- La princesse Marie de Battenberg, tante paternelle de la mariée
  - Le prince Victor d'Erbach-Schönberg, cousin de la mariée
- Famille du duc Alfred Ier de Saxe-Cobourg et Gotha, oncle maternel de la mariée
  - La grande-duchesse Maria Alexandrovna de Russie, tante maternelle par alliance de la mariée
    - La princesse Béatrice de Saxe-Cobourg-Gotha, cousine de la mariée
- La prince George du Royaume-Uni et la princesse Mary de Teck, cousin maternel de la mariée et son épouse
- La princesse Alice d'Albany et le prince Alexander de Teck, cousine maternelle de la mariée et son époux
- La princesse Frederika de Hanovre et le baron Alphons von Pawel-Rammingen (en), cousine de la mariée et son époux

### Autres personnalités royales
- L'archiduc François-Ferdinand d'Autriche, héritier présomptif d'Autriche-Hongrie
- Le prince Louis-Philippe de Bragance, prince héritier de Portugal
- Le prince Albert de Belgique, héritier présomptif de Belgique
- Le grand-duc Vladimir Alexandrovitch de Russie
- Le prince Albert de Prusse, régent de Brunswick
  - Le prince Frédéric-Henri de Prusse
- Le prince André de Grèce[12]
- Le prince Eugène de Suède
- Le prince Chakrabongse Bhuvanath (en), prince de Phitsanulok
- Le prince Louis de Monaco, prince héritier de Monaco

### Sur le mariage
- (es) Ricardo Fernández de La Reguera et Susana March, La Boda de Alfonso XIII, Barcelone, Planeta, 1965, 437 p.
- (es) Ricardo Mateos Sáinz de Medrano, Alfonso y Ena : La Boda del Siglo, Barcelone, La Esfera de los Libros, 2019, 378 p. (ISBN 8491646191).

### Sur la famille royale d'Espagne
- Bertrand Meyer-Stabley, Juan Carlos, roi d'Espagne, Paris, Hachette, 1992, 271 p. (ISBN 2-01-018578-1).

### Autres ouvrages
- Jean des Cars, Le Sceptre et le Sang : Rois et reines dans la tourmente des deux guerres mondiales, Paris, Perrin, 2014, 474 p. (ISBN 978-2-262-04110-6).
- (es) Ricardo Mateos Sáinz de Medrano, La Familia de la Reina Sofía : La Dinastía griega, la Casa de Hannover y los reales primos de Europa, Madrid, La Esfera de los Libros, 2004, 573 p. (ISBN 84-9734-195-3).